# Талмуд-тора (Сімферополь)
Талмуд-тора (їд. תַּלְמוּד-תּוֹרָה‎ — талметойре) — єврейське громадське училище, що знаходиться у Старому місті Сімферополя в Київському районі за адресою вул. Студентська, 13 / вул. Курчатова, 29. Зараз у будівлі знаходиться факультет фізичної культури Таврійського національного університету імені В. І. Вернадського.
Двоповерхова будівля прикрашена куполом із флюгером. Арочні вікна декоровані мозаїчними прикрасами із гальки.

## Історія

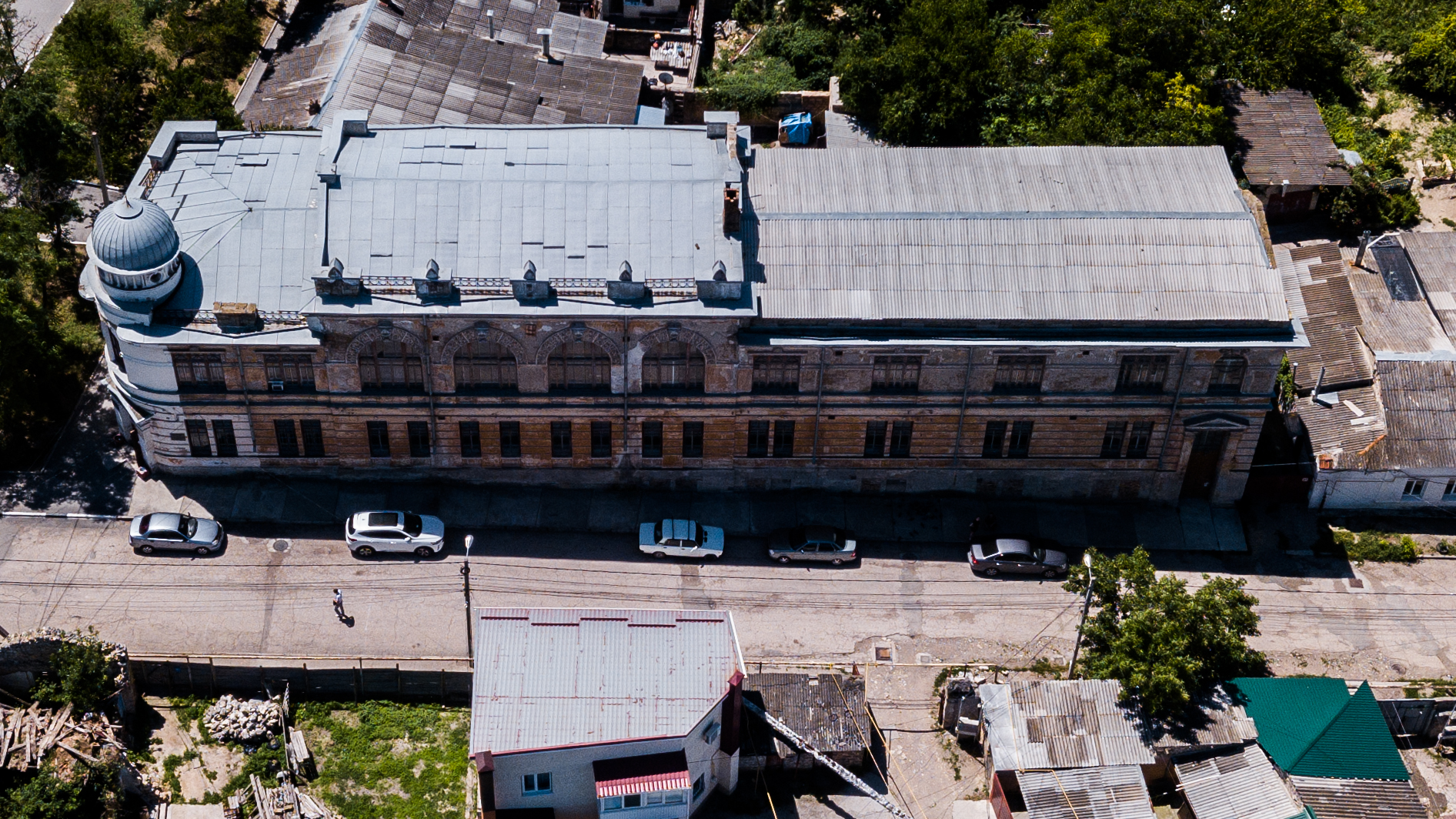
Будівля єврейського громадського училища «Талмуд-Тора», 2020 рік.

У 1910 році були об'єднані дві талмуд-тори Сімферополя, де навчалися діти ашкеназів та кримчаків. Нова будівля духовної школи для хлопчиків була збудована за два роки з 1913 по 1915 рік на пожертвування приватних осіб. Архітектор — інженер Риков.

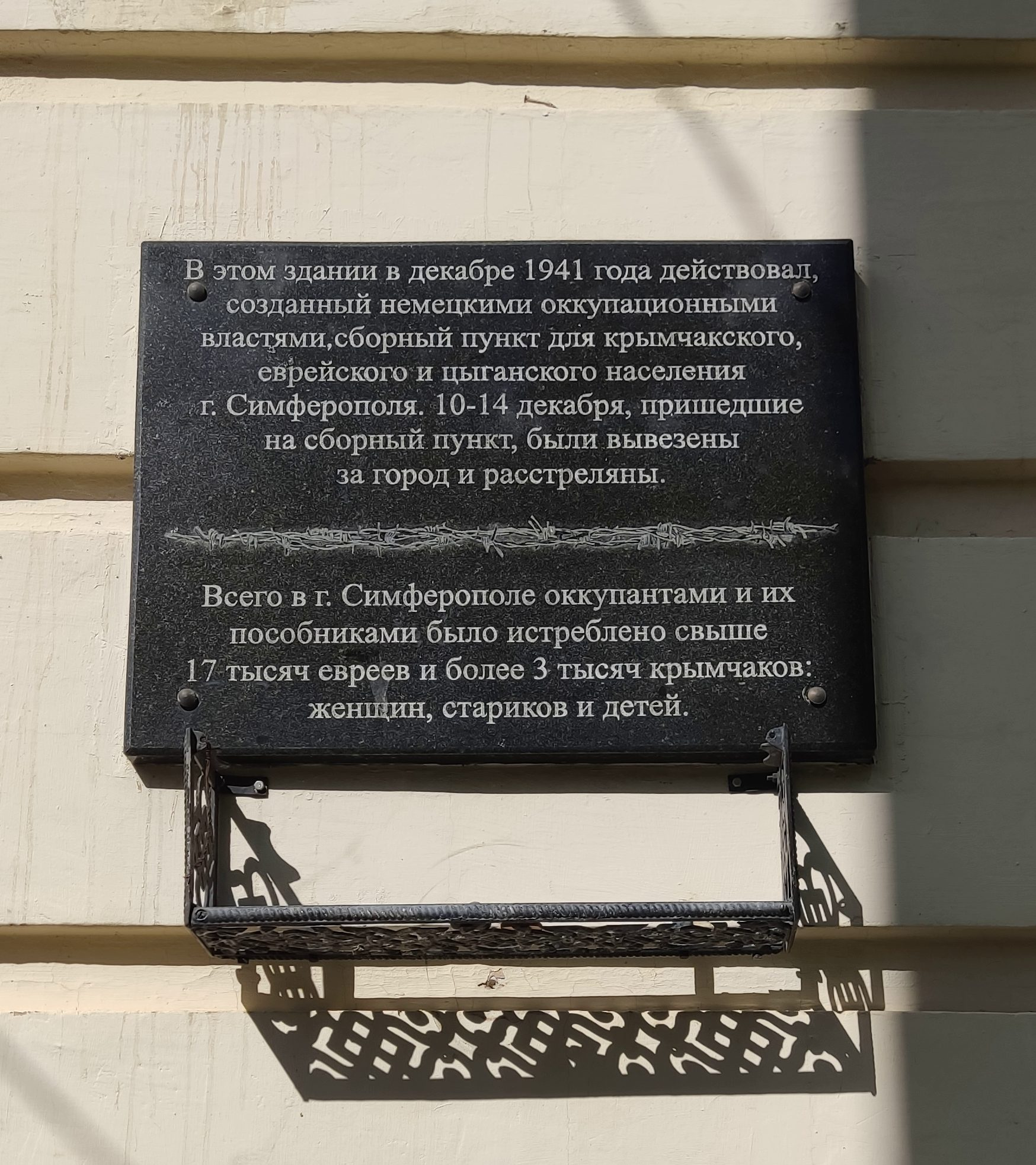
Пам'ятна табличка

З жовтня 1918 року до вересня 1920 року у будівлі працював перший ректор Таврійського університету Роман Гельвіг.
1938 року будівлю було передано Кримському педагогічному інституту імені М. В. Фрунзе (зараз — Таврійський національний університет).
Під час окупації Криму нацистами у дворі будівлі розташовувався збірний пункт євреїв, кримчаків та циган, звідки їх забирали на страту. На згадку про цю подію у 2009 році на будівлі було встановлено пам'ятну дошку.
Указом Міністерства культури України від 24 вересня 2008 року будівля набула статусу пам'ятника архітектури та містобудування та була включена до списку пам'яток культурної спадщини України місцевого значення.